# Troilus og Kressida
Troilus og Kressida er et skuespil af William Shakespeare skrevet i 1602, med handling fra trojanerkrigen. Det er ikke en konventionel tragedie idet protagonisten Troilus ikke dør, men det slutter med en meget nedstemt sekvens om Hektors død udenfor Troja og ødelæggelsen af kærligheden mellem Troilus og Kressida. Tonen i stykket veksler mellem vild komedie og mørk tragedie, og mange synes det er vanskeligt for at forstå hvordan man skal opfatte figurene. Flere karakteristiske elementer i stykket er blevet set som moderne, det vil sige forud for sin tid litteratur- og teaterhistorisk set. 
Handlingen i stykket er lånt fra Geoffrey Chaucers digt "Troilus og Criseyde".